# Walsdorf (Tandel)
Walsdorf (luxemburgisch Walsduerf) ist eine Ortschaft in der Gemeinde Tandel im Kanton Vianden in Luxemburg.

## Lage
Walsdorf liegt im Tal des Igelsbach, durch den Ort verläuft de CR 354. Das Dorf ist von Feldern und Wäldern umgeben, die Gegend ist recht dünn besiedelt. Nächste Nachbarorte sind Vianden und Fuhren.

## Allgemeines
Walsdorf gehört zu den kleinsten Orten der Gemeinde Tandel. Es ist landwirtschaftlich geprägt, den Mittelpunkt des Dorfes bildet die kleine Johanneskapelle, die zur Pfarrei "Parc Our Saint-Nicolas" [früher: Pfarrei Fuhren] gehört.